# فهرست فرمانروایان آراگون

نشان تاج آراگون

این فهرستی از پادشاهان و ملکه‌های آراگون است. پادشاهی آراگون بین سال‌های ۹۵۰ و ۱۰۳۵ زمانی که کنت‌نشین آراگون، که توسط پادشاهی ناوارا در قرن دهم تصرف شده بود، بر اساس وصیت پادشاه سانچو سوم (۱۰۰۴–۱۰۳۵) از ناوارا جدا شد، ایجاد شد. در سال ۱۱۶۴، ازدواج شاهزاده خانم آراگونی پترونیلا (پادشاهی آراگون) و کنت کاتالان رامون برنگوئر چهارم (کنت‌نشین بارسلون) یک اتحادیه خاندانی ایجاد کرد که از آن چیزی که مورخان مدرن تاج آراگون می‌نامند، متولد شد. در قرن سیزدهم پادشاهی‌های والنسیا، مایورکا و سیسیل و در قرن چهاردهم پادشاهی ساردینیا و کورس به تاج پادشاهی اضافه شدند. تاج آراگون تا سال ۱۷۱۳ به حیات خود ادامه داد تا زمانی که سیستم‌های قانونی جداگانه آن (قانون اساسی کاتالان، آراگون فوئروس و خزهای والنسیا) در احکام نووا پلانتا در پایان جنگ جانشینی اسپانیا از بین رفتند.

## دودمان خیمنا، ۱۰۳۵–۱۱۶۴
با مرگ سانچو سوم از پامپلونا، آراگون به پسرش رامیروی یکم به عنوان یک ایالت خودمختار به ارث رسید.
| نام                                                                  | تولد                                                                   | ازدواج‌ها                                                                     | مرگ                              |
| -------------------------------------------------------------------- | ---------------------------------------------------------------------- | ---------------------------------------------------------------------------- | -------------------------------- |
| رامیروی یکم فوریه ۱۰۳۵–۸ مه ۱۰۶۳                                     | پسر سانچو سوم از پامپلونا و سانچا دی آیبار                             | ارمسیندا بیگور ۲۲ اوت ۱۰۳۶ ۵ فرزند                                           | ۸ مه ۱۰۶۳ گروس                   |
| سانچو رامیرس (همچنین پادشاه پامپلونا از ۱۰۷۶) ۸ مه ۱۰۶۳–۴ ژوئن ۱۰۹۴  | ۱۰۴۲ پسر رامیرو یکم، پادشاه آراگون و ارمسیندا از بیگور                 | ایزابلا اورجل ۱۰۶۵ ۱ فرزند فلیسیا روسی ۱۰۷۶ ۳ فرزند                          | ۴ ژوئن ۱۰۹۴ هوئسکا ۴۸ ساله       |
| پدروی یکم (همچنین پادشاه پامپلونا) ۴ ژوئن ۱۰۹۴–۲۸ سپتامبر ۱۱۰۴       | ۱۰۶۸ پسر سانچو رامیرس و ایزابلا از اورگل                               | اگنس آکیتن، ملکه آراگون و ناوارا ۱۰۸۶ ۲ فرزند برتا از آراگون ۱۰۹۷ بدون فرزند | ۲۸ سپتامبر ۱۱۰۴ دره آران ۳۶ ساله |
| آلفونسوی یکم (همچنین پادشاه پامپلونا) ۲۸ سپتامبر ۱۱۰۴–۸ سپتامبر ۱۱۳۴ | ۱۰۷۳ پسر سانچو رامیرس، پادشاه آراگون و ناوار و فلیسیا از روسی          | اوراکای لئون ۱۱۰۹ بدون فرزند                                                 | ۸ سپتامبر ۱۱۳۴ هوئسکا ۶۱ ساله    |
| رامیرو دوم راهب ۸ سپتامبر ۱۱۳۴–۱۳ نوامبر ۱۱۳۷                        | ۲۴ آوریل ۱۰۸۶ پسر سانچو رامیرس، پادشاه آراگون و ناوار و فلیسیا از روسی | اگنس آکیتن ۱ فرزند                                                           | ۱۶ اوت ۱۱۵۷ هوئسکا ۷۱ ساله       |
| پترونیلا ۱۳ نوامبر ۱۱۳۷–۱۸ ژوئیه ۱۱۶۴                                | ۲۹ تیر ۱۱۳۶ هوئسکا دختر رامیرو دوم آراگون و اگنس آکیتن                 | رامون برنگر چهارم از بارسلونا ۱۱ اوت ۱۱۳۷ ۵ فرزند                            | ۱۶ اکتبر ۱۱۷۴ بارسلون ۳۸ ساله    |

## دودمان بارسلونا، ۱۱۶۴–۱۴۱۰
| نام                                           | تصویر       | تولد                                                                   | ازدواج‌ها | مرگ                                     |
| --------------------------------------------- | ----------- | ---------------------------------------------------------------------- | --- | --------------------------------------- |
| آلفونسوی دوم ۱۸ ژوئیه ۱۱۶۴ – ۲۵ آوریل ۱۱۹۶    | Aragon      | ۱۱۵۷ اوئسکا پسر رامون برنگر چهارم، کنت بارسلون و پترونیلا، ملکه آراگون | سانچا کاستیا ۷ فرزند | ۲۵ آوریل ۱۱۹۶ پرپینیان ۴۴ سال           |
| پدروی دوم ۲۵ آوریل ۱۱۹۶ – ۱۳ سپتامبر ۱۲۱۳     | Aragon      | ۱۱۷۸ اوئسکا پسر آلفونسوی دوم و سانچا کاستیا                            | ماریا از مون‌پلیه ۱۵ ژوئن ۱۲۱۳ ۲ فرزند | ۱۳ سپتامبر ۱۲۱۳ نبرد موره تقریباً ۳۵ سال |
| خایمه یکم ۱۳ سپتامبر ۱۲۱۳ – ۲۷ ژوئیه ۱۲۷۶     | James I     | ۲ فوریه ۱۲۰۸ مون‌پلیه پسر پدروی دوم و ماریا مون‌پلیه                     | الینور کاستیا ۱۲۲۱ ۱ فرزند فیولانتی مجار ۱۲۳۵ ۱۰ فرزند ترزا گیل دی ویدار ۲ فرزند                                                                            | ۲۷ ژوئیه ۱۲۷۶ والنسیا ۶۸ سال            |
| پدروی سوم ۲۷ ژوئیه ۱۲۷۶ – ۲ نوامبر ۱۲۸۵       | Peter III   | ۱۲۴۰ والنسیا پسر خایمه یکم و فیولانتی مجار                             | کنستانس سیسیلی ۱۳ ژوئن ۱۲۶۲ ۶ فرزند | ۲ نوامبر ۱۲۸۵ بیلافرانکا دل پندس ۴۵ سال |
| آلفونسوی سوم ۲ نوامبر ۱۲۸۵ – ۱۸ ژوئن ۱۲۹۱     | Alfonso III | ۱۲۶۵ والنسیا پسر پدروی سوم و کنستانس سیسیلی                            | الینور انگلستان، دوشس بار ۱۵ اوت ۱۲۹۰ بدون فرزند | ۱۸ ژوئن ۱۲۹۱ بارسلون ۲۷ سال             |
| خایمه دوم ۱۸ ژوئن ۱۲۹۱ – ۲ نوامبر ۱۳۲۶        | James II    | ۱۰ اوت ۱۲۶۷ والنسیا پسر پدروی سوم و کنستانس سیسیلی                     | ایزابل کاستیا ۱ دسامبر ۱۲۹۱ بدون فرزند بلانش آنجو ۲۹ اکتبر ۱۲۹۵ ۱۰ فرزند ماری لوزینیان ۱۵ ژوئن ۱۳۱۵ بدون فرزند الیزندا د مونتکادا ۲۵ دسامبر ۱۳۲۲ بدون فرزند | ۵ نوامبر ۱۳۲۷ بارسلون ۶۰ سال            |
| آلفونسوی چهارم ۲ نوامبر ۱۳۲۷ – ۲۴ ژانویه ۱۳۳۶ | Alfonso IV  | ۱۲۹۹ ناپولی پسر خایمه دوم و بلانش آنجو                                 | ترزای انتزا ۱۳۱۴ ۷ فرزند الینور کاستیا ۲ فرزند | ۲۷ ژانویه ۱۳۳۶ بارسلون ۳۷ سال           |
| پدروی چهارم ۲۴ ژانویه ۱۳۳۶ – ۵ ژانویه ۱۳۸۷    | Peter IV    | ۵ اکتبر ۱۳۱۹ بالاگوئر پسر آلفونسوی چهارم و ترزا انتنسا                 | ماریا ناوار ۱۳۳۸ ۲ فرزند الینور پرتغال ۱۳۴۷ بدون فرزند الینور سیسیلی ۴ فرزند                                                                                | ۵ ژانویه ۱۳۸۷ بارسلون ۶۸ سال            |
| خوآن یکم ۵ ژانویه ۱۳۸۷ – ۱۹ مه ۱۳۹۶           | John I      | ۲۷ دسامبر ۱۳۵۰ پرپینیان پسر پدروی چهارم و الینور سیسیلی                | مارتا آرمینیاک ۱ فرزند یولاند بار ۳ فرزند | ۱۹ مه ۱۳۹۶ فویکسا ۴۶ سال                |
| مارتین ۱۹ مه ۱۳۹۶ – ۳۱ مه ۱۴۱۰                | Martin I    | ۱۳۵۶ خیرونا پسر پدروی چهارم و الینور سیسیلی                            | ماریا د لونا ۱۳ ژوئن ۱۳۷۲ ۴ فرزند مارگارت د پرادس ۱۴۰۹ بدون فرزند                                                                                           | ۳۱ مه ۱۴۱۰ بارسلون ۵۴ سال               |

## دودمان تراستامارا، ۱۴۱۲–۱۵۵۵
| نام                                                    | تصویر        | تولد                                                                      | ازدواج‌ها                                                                   | مرگ                               |
| ------------------------------------------------------ | ------------ | ------------------------------------------------------------------------- | -------------------------------------------------------------------------- | --------------------------------- |
| فرناندوی یکم ۲۴ ژوئن ۱۴۱۲ – ۲ آوریل ۱۴۱۶               | Ferdinand I  | ۲۷ نوامبر ۱۳۸۰ مدینا دل کامپو پسر خوآن یکم، پادشاه کاستیا و الینور آراگون | الینور آلبوکرکی ۱۳۹۴ ۸ فرزند                                               | ۲ آوریل ۱۴۱۶ ایگوالادا ۳۶ سال     |
| آلفونسوی پنجم ۲ آوریل ۱۴۱۶ – ۲۷ ژوئن ۱۴۵۸              | Alfonso V    | ۱۳۹۶ مدینا دل کامپو پسر فرناندوی یکم و الینور آلبوکرکی                    | ماری کاستیا ۱۴۱۵ بدون فرزند                                                | ۲۷ ژوئن ۱۴۵۸ ناپل ۵۲ سال          |
| خوآن دوم بزرگ ۲۷ ژوئن ۱۴۵۸ – ۱۹ ژانویه ۱۴۷۹            | John II      | ۲۹ ژوئن ۱۳۹۸ مدینا دل کامپو پسر فرناندوی یکم و الینور آلبوکرکی            | بلانش یکم ناوار ۶ نوامبر ۱۴۱۹ ۴ فرزند خوآنا انریکه ۲ فرزند                 | ۱۹ ژانویه ۱۴۷۹ بارسلون ۸۱ سال     |
| فرناندوی دوم کاتولیک ۱۹ ژانویه ۱۴۷۹ – ۲۳ ژانویه ۱۵۱۶   | Ferdinand II | ۱۰ مارس ۱۴۵۲ پسر خوآن دوم و خوآنا انریکه                                  | ایزابل یکم، ملکه کاستیا ۱۹ اکتبر ۱۴۶۹ ۵ فرزند ژرمن از فوکس ۱۵۰۵ بدون فرزند | ۲۳ ژانویه ۱۵۱۶ مادریگالیخو ۶۳ سال |
| خوآنای یکم، ملکه کاستیا ۲۳ ژانویه ۱۵۱۶ – ۱۲ آوریل ۱۵۵۵ | Joanna       | ۶۶ نوامبر ۱۴۷۹ دختر فرناندوی دوم و ایزابل یکم                             | فیلیپ هابسبورگ ۲۰ اکتبر ۱۴۹۶ ۶ فرزند                                       | ۱۲ آوریل ۱۵۵۵ تردسییاس ۷۵ سال     |

پادشاهی خوآنا به‌طور ظاهری بود در صورتی که پسرش کارلوس یکم رسماً حکومت می‌کرد. وی به اتهام جنون در تمام دوران سلطنت خود محبوس شد.

## دودمان هابسبورگ-شاخه اسپانیا، ۱۵۱۶–۱۷۰۰
| نام                                                 | تصویر      | تولد                                                      | ازدواج‌ها | مرگ                                |
| --------------------------------------------------- | ---------- | --------------------------------------------------------- | --- | ---------------------------------- |
| امپراتور کارلوس یکم ۲۳ ژانویه ۱۵۱۶ – ۱۶ ژانویه ۱۵۵۶ | Charles IV | ۲۴ فوریه ۱۵۰۰ خنت پسر فلیپه یکم و خوآنای یکم، ملکه کاستیا | ایزابلای پرتغال ۱۰ مارس ۱۵۲۶ ۳ فرزند                                                                                       | ۲۱ سپتامبر ۱۵۵۸ صومعه یوسته ۵۸ سال |
| فلیپه یکم ۱۶ ژانویه ۱۵۵۶ – ۱۳ سپتامبر ۱۵۹۸          | Philip I   | ۲۱ مه ۱۵۲۷ والادولید پسر کارلوس یکم و ایزابلای پرتغال     | ماریای پرتغال ۱۵۴۳ ۱ فرزند ماری یکم، ملکه انگلستان ۱۵۵۴ بدون فرزند الیزابت والوا ۱۵۵۹ ۲ فرزند آنای اتریش ۴ مه ۱۵۷۰ ۵ فرزند | ۱۳ سپتامبر ۱۵۹۸ مادرید ۷۱ سال      |
| فلیپه دوم ۱۳ سپتامبر ۱۵۹۸ – ۳۱ مارس ۱۶۲۱            | Philip II  | ۱۴ آوریل ۱۵۷۸ مادرید پسر فلیپه یکم و آنای اتریش           | مارگارت اتریش ۱۸ آوریل ۱۵۹۹ ۵ فرزند                                                                                        | ۳۱ مارس ۱۶۲۱ مادرید ۴۲ سال         |
| فلیپه سوم ۳۱ مارس ۱۶۲۱ – ۱۷ سپتامبر ۱۶۶۵            | Philip III | ۸ آوریل ۱۶۰۵ والادولید پسر فلیپه دوم و مارگارت اتریش      | الیزابت بوربون ۱۶۱۵ ۷ فرزند ماریانا اتریش ۱۶۴۹ ۵ فرزند                                                                     | ۱۷ سپتامبر ۱۶۶۵ مادرید ۶۰ سال      |
| کارلوس دوم ۱۷ سپتامبر ۱۶۶۵ – ۱ نوامبر ۱۷۰۰          | Charles II | ۶ نوامبر ۱۶۶۱ مادرید پسر فلیپه سوم و ماریانا اتریش        | ماری لوئیز اورلئان ۱۹ نوامبر ۱۶۷۹ بدون فرزند ماریا آنا از نوبرگ ۱۴ مه ۱۶۹۰ بدون فرزند                                      | ۱ نوامبر ۱۷۰۰ مادرید ۳۸ سال        |

خود آراگون در طول جنگ دروها به فلیپه چهارم وفادار ماند در حالی که کاتالونیا به لوئی سیزدهم و لوئی چهاردهم "پادشاه خورشید" تغییر وفاداری داد. پرتغال در سال ۱۶۴۰ از اتحادیه ایبری جدا شد. کارلوس دوم بدون وارث درگذشت.

## دودمان بوربون-شاخه اسپانیا، ۱۷۰۰–۱۷۰۵
| نام                                   | تصویر     | تولد                                                                    | ازدواج‌ها                                                                                 | مرگ                        |
| ------------------------------------- | --------- | ----------------------------------------------------------------------- | ---------------------------------------------------------------------------------------- | -------------------------- |
| فلیپه پنجم نجیب ۱ نوامبر ۱۷۰۰- – ۱۷۰۵ | Philip IV | ۱۹ دسامبر ۱۶۸۳ ورسای پسر لوئی، گراند دوفن و ماریا آنا ویکتوریا از بایرن | ماریا لوئیزا گابریلا از ساوی ۲ نوامبر ۱۷۰۱ ۴ فرزند الیزابت فارنسی ۲۴ دسامبر ۱۷۱۴ ۷ فرزند | ۹ ژوئیه ۱۷۴۶ مادرید ۶۲ سال |

## دودمان هابسبورگ، ۱۷۰۵–۱۷۱۴
| نام                          | تصویر      | تولد                                                                          | ازدواج‌ها                           | مرگ                      |
| ---------------------------- | ---------- | ----------------------------------------------------------------------------- | ---------------------------------- | ------------------------ |
| کارلوس سوم آرشیدوک ۱۷۰۵–۱۷۱۴ | Charles VI | ۱ اکتبر ۱۶۸۵ وین پسر لئوپولد یکم، امپراتور مقدس روم و الینور ماگدالین نئوبورگ | الیزابت کریستین ۱ اوت ۱۷۰۸ ۴ فرزند | ۲۰ اکتبر ۱۷۴۰ وین ۵۵ سال |

در طول جنگ جانشینی اسپانیا (رسما در سال ۱۷۰۷) فلیپه پنجم، پادشاه اسپانیا، اولین پادشاه سلسله بوربون در اسپانیا، با صدور احکام نووا پلانتا، رسماً تاج آراگون را منحل کرد. پس از این زمان، دیگر پادشاهان آراگون وجود ندارند. با این وجود، پادشاهان اسپانیایی تا ایزابل دوم، در حالی که خود را به عنوان پادشاه/ملکه اسپانیا بر روی سکه‌ها می‌نمودند، همچنان از برخی از نام‌گذاری سنتی تاج منقرض شده آراگون در اسناد رسمی خود استفاده می‌کردند: پادشاه/ملکه کاستیا، لئون، آراگون، دو سیسیل. اورشلیم، ناوارا، گرانادا، تولدو، والنسیا، گالیسیا، مایورکا، سویا، ساردینیا، کوردوبا، کورس، مورسیا، جائن، آلگاروه، الخسیرا، جبل الطارق، جزایر قناری، شرق و غرب هند، جزایر و سرزمین اصلی دریای اقیانوس؛ آرشیدوک اتریش؛ دوک بورگوندی، برابانت، میلان؛ کنت هابسبورگ، فلاندر، تیرول، بارسلون ارباب بیسکای، مولینا.